# 일본수준원점

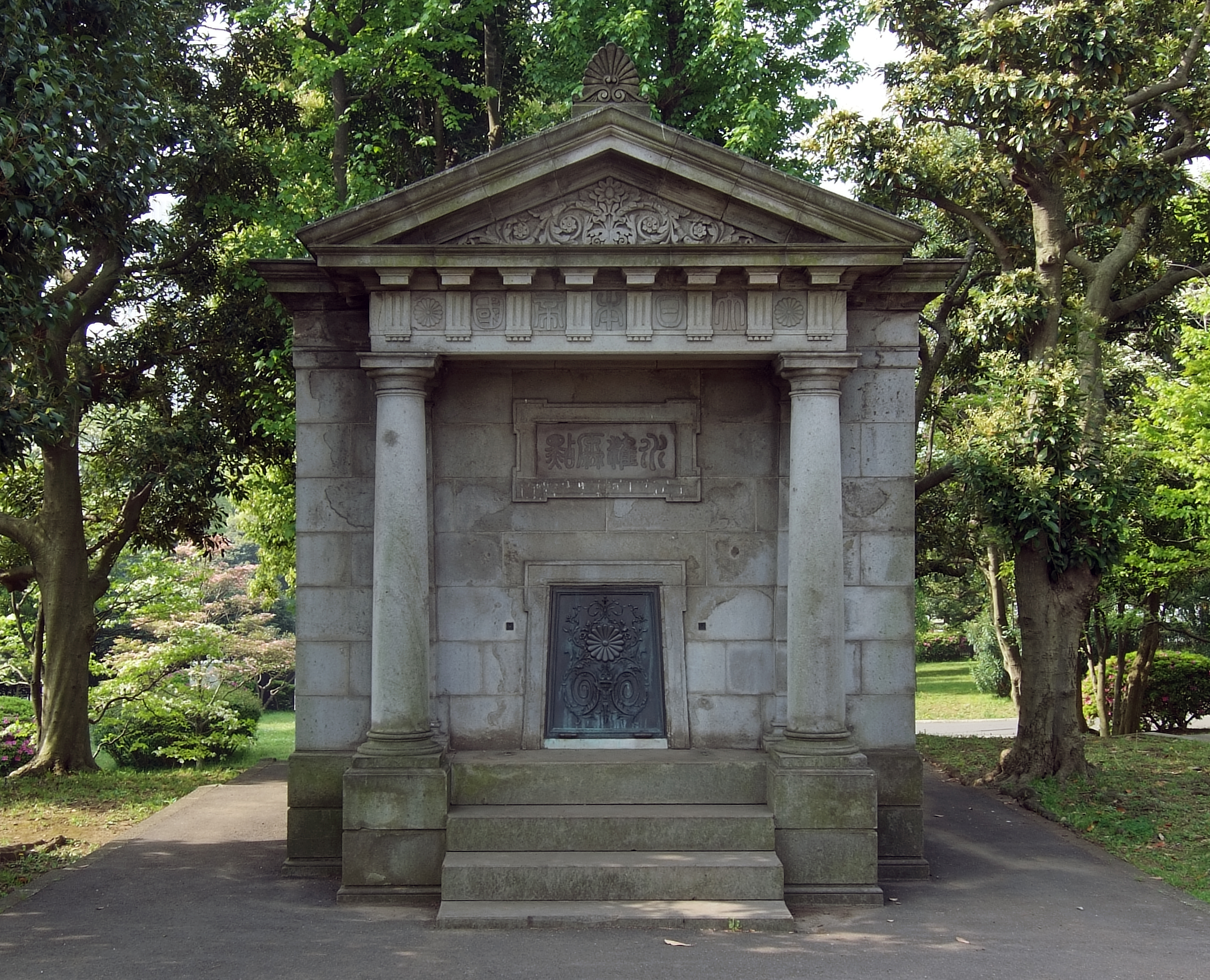
2010년 촬영한 일본수준원점의 모습.

일본수준원점(일본어: 日本水準原点 니혼스이준겐텐[*], 영어명 Japanese datum of leveling)은 일본 수준측량의 기준점(단 본토와 멀리 떨어진 외딴 섬의 표고는 제외)이 되는 지점이다. 도쿄도 지요다구 나가타초 1정목 1번2 국회전정 서양정원에 있는 일본수준원점표고(일본어: 日本水準原点標庫 니혼스이준겐텐효코[*]) 건물 안에 있다. 좌표는 북위 35도 40분 37.9899초, 동경 139도 44분 52.2492초이다.
일본수준원점의 도쿄만평균해면(Tokyo Peil：T.P.) 기준 표고는 2011년 10월 21일 마지막 개정 기준 24.3900 m이다.

## 역사
1890년 8월 공사 계획을 세웠으며, 같은 해 12월 24일 지령으로 착공해 1891년 5월 구 일본제국육군 참모본부 육지측량부 청사가 있던 자리에 건설하였다. 단단하고 오래된 대지 위에 세워져 지반 침하의 영향을 최대한 피하도록 설계하였다. 또한 표고의 기초를 지하 10여 m 아래 안정된 지층에서부터 쌓아 올려 원점 높이에 급격한 변화가 생기지 않도록 설계하였다.
하지만 원점의 높이는 계속해서 조금씩 변하고 있다. 원점 건설 당시 처음 측정한 표고는 T.P.+24.5000 m였다. 그 후 1923년 9월 1일 발생한 간토 대지진(간토대진재)으로 급격한 지각 변동이 발생했고 이후 다시 측정한 결과 표고가 T.P.+24.4140 m으로 변화했다. 또한 2011년 3월 11일 발생한 도호쿠 지방 태평양 해역 지진(동일본대진재)으로 24 mm 침하한 것이 밝혀져 원점표고는 다시 T.P.+24.3900 m로 개정되었다.
수준원점의 지오이드고는 36.7071 m이다. 따라서 수준원점의 타원체고는 36.7071 m + 24.3900 m = 61.0971 m이다.
이와 동시에 일본경위도원점의 경도도 동경 139도 44분 28.8759초에서 동경 139도 44분 28.8869초로 0.0110초 개정되었다.
| 도쿄만평균해수면과의 표고 | 도쿄만평균해수면과의 표고 |
| ------------------------- | ------------------------- |
| 1891년                    | 24.5000 m                 |
| 1923년                    | 24.4140 m                 |
| 2011년                    | 24.3900 m                 |

## 수준원점 부속점
수준원점 주위에는 만약 원점을 상실했을 때 원점을 복원하기 위한 부속점이 총 5곳 있다. 이 점은 비교대조점의 일종이다. 부속점은 각각 갑호, 을호, 병호, 정호, 무호로 이름붙여져 있으며 정호 하나만 지상에 있고 나머지 부속점은 뚜껑으로 덮인 땅 속에 있다.

## 일본수준원점표고

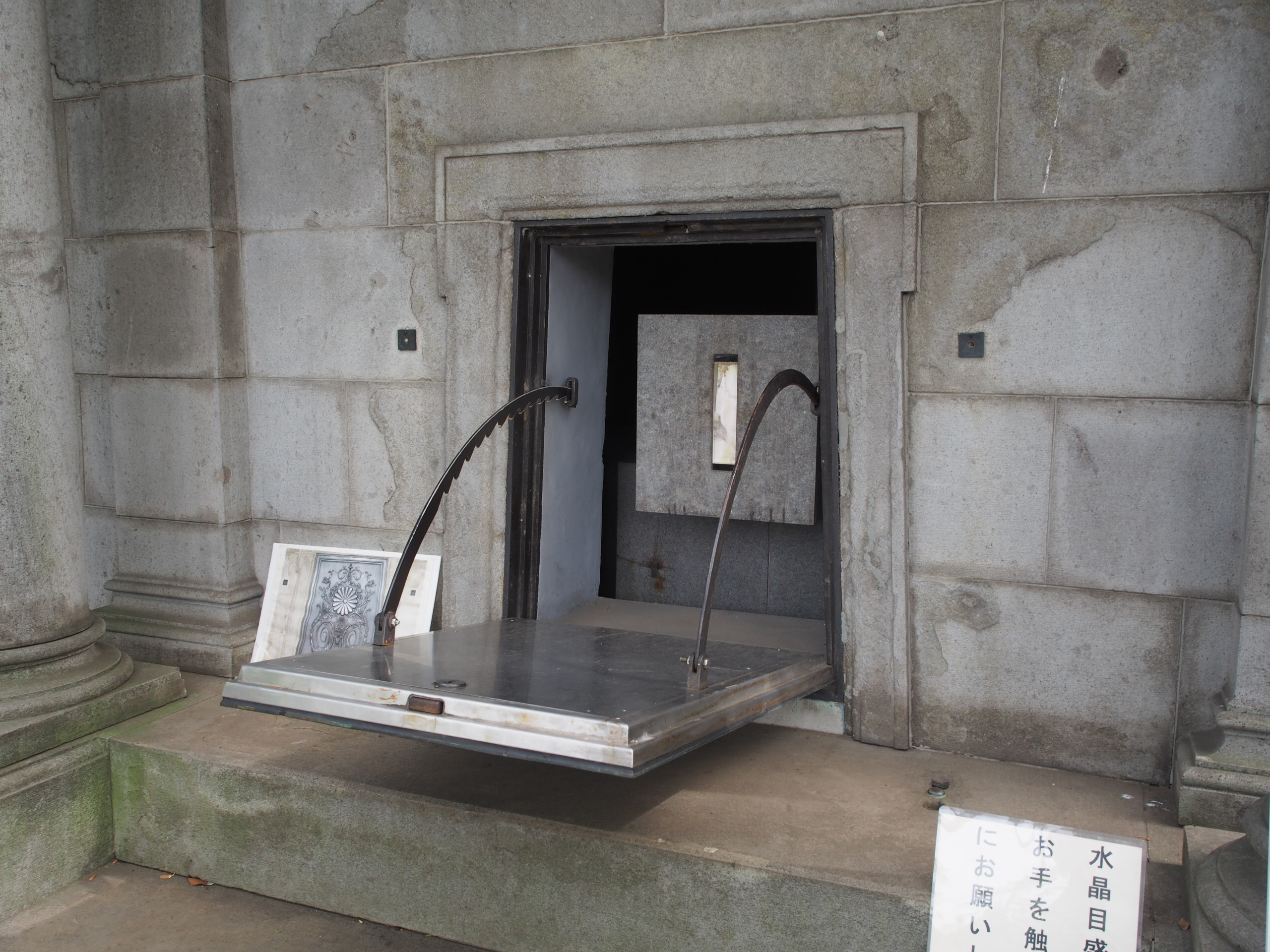
일본수준원점표고 국화문양 뚜껑 안에 있는 일본수준원점.

일본수준원점표고는 일본수준원점을 보호하기 위한 건물이다. 원점은 일본수준원점표고 안 정면에 있는 국화문양을 조합한 검은 뚜껑 안에 존재한다. 오해하거나 혼동되기 쉽지만 표고건물 자체가 수준원점인 것은 아니다. 건물을 설계한 건축가는 사타치 시치지로로 사타치의 초창기 작품이다. 시공은 시미즈구미, 현 시미즈 건설사가 건축했다.
석조 건물이다. 건축 면적은 14.93 m²이며 처마 높이는 3.75 m, 총 높이는 4.3 m이다. 정면 몸체는 기둥과 그 위에 있는 엔타블러처와 페디먼트의 부조 장식 양식이다. 석조 작품이지만 로마식 신전 건축 양식을 본뜬 도리스 양식으로 건축한 건물로 메이지 시기 몇 안되는 근대 서양식 건축물로 일본 건축사상 여러 의미를 가지고 있다. 2019년 12월 27일 일본의 중요문화재로 지정되었다.

## 같이 보기
- 일본경위도원점
- 수준점